# Jerzy Altkorn
Jerzy Witold Altkorn (ur. 24 lutego 1931 we Lwowie, zm. 26 listopada 2004 w Krakowie) – ekonomista polski, związany z Akademią Ekonomiczną w Krakowie.
Autor 250 pozycji, w tym 45 opracowań książkowych i innych prac zwartych, opublikowanych w Polsce i za granicą. Wybrany na rektora Akademii Ekonomicznej w Krakowie w 1984 roku, sprawował tę funkcję do roku 1990. W 1987 odebrał doktorat honoris causa Grand Valley State College w Allendale (Michigan), w 2001 doktorat honoris causa Uniwersytetu Ekonomicznego w Bratysławie.
Profesor Jerzy Altkorn zginął w wypadku samochodowym. Pochowany na cmentarzu Rakowickim (kwatera XXIVA-3-18).

## Kariera naukowa
- 1954 – uzyskał stopień magistra
- 1960 – doktorat
- 1966 – doktor habilitowany
- 1974 – tytuł profesora nadzwyczajnego
- 1981 – tytuł profesora zwyczajnego

## Książki
- Ekonomika i organizacja przedsiębiorstw handlowych i usługowych. Jerzy Altkorn, Marian Strużycki. Warszawa, PWE, 1984
- Kanały dystrybucji usług turystycznych: pomocnicze materiały dydaktyczne. Jerzy Altkorn. Kraków, Akademia Ekonomiczna, 1991.
- Kształtowanie rynkowego wizerunku firmy. Jerzy Altkorn. Kraków, Akademia Ekonomiczna, 2002.
- Marketing w turystyce. Jerzy Altkorn. Warszawa, Wydawnictwo Naukowe PWN, 1994.
- Podstawy marketingu praca zbiorowa pod red. Jerzego Altkorna. Kraków, Inst. Marketingu, 1992.
- Podstawy marketingu turystycznego. Jerzy Altkorn, Anna Nowakowska. Kraków, Akademia Ekonomiczna, 1992.
- Polityka produktu turystycznego: pomocnicze materiały dydaktyczne. Jerzy Altkorn. Kraków, Akademia Ekonomiczna, 1991.
- Strategia marki. Jerzy Altkorn. Warszawa, PWE, 1999.
- Strategie marki w marketingu międzynarodowym: pomocnicze materiały dydaktyczne. Jerzy Altkorn. Kraków, Wyd. Akad. Ekonomicznej, 1999.
- Wizerunek firmy. Jerzy Altkorn. Dąbrowa Górnicza, Wyższa Szkoła Biznesu, 2004.
- Wizualizacja firmy. Jerzy Altkorn. Kraków, Instytut Marketingu, 1999.
- 7-języczny słownik terminów handlowych praca zbiorowa pod red. J. Altkorna i S. Šlobody. Kraków, Akademia Ekonomiczna, 1980.
- Ekonomika i organizacja przedsiębiorstw turystycznych red. Jerzy Altkorn. Kraków, Akademia Ekonomiczna, 1980.
- Leksykon marketingu pod red. Jerzego Altkorna i Teodora Kramera. Warszawa, PWE, 1998.
- Problemy teorii wymiany red. naukowy Jerzy Altkorn. Kraków, Fogra, 1993.
- Zarządzanie i przedsiębiorczość: studia polskich przypadków. [Cz. 1] pod red. Jerzego Altkorna. Warszawa, Kraków, Wydawnictwo Naukowe PWN, 1996.

## Ordery i odznaczenia
- Krzyż Komandorski Orderu Odrodzenia Polski (23 grudnia 1999)[6]
- Krzyż Oficerski Orderu Odrodzenia Polski
- Krzyż Kawalerski Orderu Odrodzenia Polski
- Złoty Krzyż Zasługi
- Medal Komisji Edukacji Narodowej
- Medal 40-lecia Polski Ludowej
- Odznaka tytułu honorowego „Zasłużony Nauczyciel PRL”[7]
- Odznaka Zasłużonego Pracownika Handlu i Usług[8]

## Rodzina
Pochodził z inteligenckiej rodziny. Urodził się jako syn Henryka, urzędnika z dyplomem wyższej uczelni, i Heleny z domu Lisickiej, pianistki, absolwentki studiów muzycznych. Poślubił Emilię Mulowską, nauczycielkę śpiewu. Był ojcem Beaty (ur. 1960) i Zbigniewa (ur. 1962).